# Diagnostic Analysis of nonverbal Accuracy
Diagnostic Analysis of nonverbal Accuracy, kurz DANVA,  ist ein psychologischer Test, mit dem das Verständnis der nonverbalen Kommunikation erfasst werden kann. Ihm liegt die Hypothese zugrunde, dass die Identifikation (Psychologie) nonverbaler, emotionaler Botschaften in der Kommunikation eine wichtige Voraussetzung für das alltägliche Agieren in zwischenmenschlichen Beziehungen ist. Menschen, die nicht in der Lage sind, grundlegende Emotionen in den nonverbalen Verhaltensweisen anderer mit einer gewissen Genauigkeit zu identifizieren, seien einem höheren Risiko sozialen Versagens ausgesetzt. Die Anwendung des Tests fällt in den Bereich der Differentiellen Psychologie.
Der Test wurde von Nowicki und Duke erstmals 1989 innerhalb der American Psychological Society vorgestellt und 1994 im Journal of Nonverbal Behavior publiziert. Heute ist er in einer weiter entwickelten Form gebräuchlich, dem DANVA2.

## Durchführung des Tests
Die zu testende Person bekommt Fotos und Sprachaufnahmen dargeboten und muss sich für eine Bewertung des emotionalen Gehalts entscheiden. Er wird angeleitet, aus vier vorgegebenen Antwortmöglichkeiten jedem Item eine Emotion zuzuordnen. Die Darbietungszeit ist auf wenige Sekunden begrenzt, so dass eine spontane Entscheidung gefällt werden muss. Eine nachträgliche Umentscheidung ist nicht möglich.
Die Stärken des Tests bestehen in seiner einfachen Anwendbarkeit, die derzeit durch ein computergestütztes Verfahren noch erleichtert wird, welches auch Datenexport unterstützt, der gut mit SPSS zusammen geht. Die Instruktionen sind simpel zu geben und zu verstehen. Die Schwächen dieses Tests sind konzeptioneller Art und gehen auf Meinungsverschiedenheiten innerhalb der Ausdruckspsychologie bezüglich der inhaltlichen Interpretation von Ausdrucksverhalten zurück.

## Aufbau und Struktur des DANVA2
Der Test besteht derzeit (Stand 2006) aus fünf Subtests, die ihrerseits in Items untergliedert sind:
- Adult Faces 2 (AF) (Gesichter Erwachsener)
- Child Faces 2 (CF) (Gesichter von Kindern)
- Adult Paralanguage 2 (AP) (Parasprache von Erwachsenen)
- Child Paralanguage 2 (CP) (Parasprache von Kindern)
- Adult Postures 2 (POS) (Posen von Erwachsenen)

Jeder Subtest weist dieselben vier Skalen (Antwortmöglichkeiten) auf (happiness, sadness, anger und fear), welche zugleich Basisemotionen sind. Je Skala werden zwei Grade der Ausdrucksstärke unterschieden (hoch und niedrig). Die Subtests haben unterschiedlich viele Items und können in längerer oder kürzerer Form dargeboten werden. Praktikabel sind 24 Items pro Subtest.
Die Subtests wurden unabhängig voneinander konstruiert, da es keine einheitliche theoretische Sichtweise über emotionales Ausdrucksverhalten im mimischen, gestischen und phonischen Leistungsbereich gibt. Auch korrelieren die Subtests schlecht miteinander. Miron Zuckerman, Nancy H. Spiegel, Bella M. DePaulo und Robert Rosenthal fanden in einer Metastudie über 19 Projekte eine Median-Korrelation von .16. In der Anwendung sei daher die Clusterung (oder ein anderes Datenreduktionsverfahren) an denselben Probanden über mehrere Subtests problematisch.
Die mimischen Subtests bestehen aus Fotografien und sind kriteriengeleitet erstellt, wobei die Arbeiten von Paul Ekman eine Rolle spielten. Die Probanden bekamen eine Emotion vorgestellt und sollten sich so verhalten, wie es ihrer Meinung nach zu dieser Emotion passt. Dabei wurden sie fotografiert. Das daraus resultierende Material wurde an einer Stichprobe (n = 185) Personen unterschiedlicher Altersgruppen validiert, die angeben sollen, ob das Bild mit dem übereinstimmt, was sie sich unter der Emotion vorstellten. Der DANVA2 ist heute feiner justiert als der DANVA, der ursprünglich für Kinder von 6 bis 10 Lebensjahren entwickelt wurde und weniger, aber deutlich differenziertere Abbildungen enthielt.

## Sprachgebundenheit
Die mimischen Subtests sind nicht sprachgebunden. Der Adult Postures 2 (POS) - Subtest ist im europäischen Raum schwer verständlich und sollte mit Vorsicht eingesetzt werden, da er emblematische Ausdrücke und kulturell bedingte Gesten enthält. Die Paralanguage-Subtests sind nur in Englisch einsetzbar.

## Gütekriterien
Der Test kann bei Personen ab drei Lebensjahren sinnvoll eingesetzt werden.

### DANVA2-AF
- Internale Konsistenz
  - Alpha zwischen 0,64 und 0,83
  - je nach Autor bis 0,9
- Retest-Reliabilität
  - wird als zeitlich stabil eingeschätzt, bspw.
  - über zwei Monate r = 0,84, (n = 45); Nowicki und Carton (1993)
- Konvergente Validität
  - Der Test korreliert im mittleren Bereich mit anderen Tests, die dasselbe Konstrukt messen.
  - je nach Autor zwischen r= 0,48 und 0,58
- Diskriminative Validität
  - Der Test lässt keine Aussagen über Persönlichkeitsmerkmale zu, insbesondere nicht hinsichtlich über die kognitive Intelligenz.
  - Der Test lässt keine Aussagen über soziale Kompetenz zu.

## Kritik
Dieser Test misst das Ausdrucksverständnis mittels einer Versprachlichung und als fixierte Momentaufnahme. Dazu wird auch die Zuordnungsfähigkeit zu einem Wort und die logische Fähigkeit benötigt, um Alternativen auszuschließen. Es fehlt die zeitliche Dimension des Ausdrucksmusters.